# Бешайд
Бешайд (нім. Bescheid) — громада в Німеччині, розташована в землі Рейнланд-Пфальц. Входить до складу району Трір-Саарбург. Складова частина об'єднання громад Гермескайль.
Площа — 7,62 км2. Населення становить 388 ос. (станом на 31 грудня 2020).